# Rio São Francisco Falso Braço Sul
Der Rio São Francisco Falso (Braço Sul) ist ein Fluss im Westen des brasilianischen Bundesstaats Paraná.

## Etymologie und Geschichte
Nach mündlicher Überlieferung erhielt der Fluss im 19. Jahrhundert zur Zeit der ersten Besiedlungen des Westens von Paraná den Namen São Francisco. Aufgrund mangelnder Kenntnis der Region und weil es keine Systematik für die Benennung von Flussläufen gab, kam es oft zu Verwechslungen. Denn es gab in der Nähe bereits einen anderen Fluss mit demselben Namen (heute: Rio São Francisco Verdadeiro), der  etwa 12 km stromaufwärts in den Paraná mündet. Um das Problem zu lösen, fügte man den Begriff Falso (deutsch: falsch) hinzu. Kurz oberhalb seiner Mündung in den Paraná wird der Rio São Francisco Falso aus dem Zusammenfluss von zwei Armen gebildet, dem nördlichen (Braço Norte) und dem südlichen (Braço Sul).
Abweichend von OpenStreetMap, Bing-Maps oder gedruckten Karten bezeichnet Google Maps den Fluss als Rio Ipanema.

## Geografie

### Lage
Das Einzugsgebiet des Rio São Francisco Falso (Braço Sul) befindet sich auf dem Terceiro Planalto Paranaense (Dritte oder Guarapuava-Hochebene von Paraná).

### Verlauf
Sein Quellgebiet liegt im Munizip Céu Azul nahe seiner nördlichen Grenze zum Munizip Vera Cruz do Oeste auf 497 m Meereshöhe etwa 5 km südwestlich der Ortschaft Vera Cruz do Oeste.
Der Fluss verläuft in nordwestlicher Richtung in etwa parallel zum Rio São Francisco Falso (Braço Norte). Zwischen den beiden Armen erhebt sich die Serra São Francisco, auf deren Höhe die Staatsstraße PR-488 verläuft.
Er fließt im Munizip Santa Helena von links mit dem Rio São Francisco Falso (Braço Norte) zusammen. Er mündet auf 220 m Höhe. Er ist 73 km lang.

### Munizipien im Einzugsgebiet
Am Rio São Francisco Falso (Braço Sul) liegen sechs Munizipien:
- rechts: Céu Azul, Vera Cruz do Oeste, Diamante do Oeste
- links: Matelândia, Ramilândia, Santa Helena